# Боровка (Псковская область)
Боровка — деревня в Куньинском районе Псковской области России. Входит в состав Пухновской волости.

## География
Расположена на берегу реки Западная Двина (на границе с Тверской областью), в 75 км к юго-востоку от районного центра, посёлка городского типа Кунья, и в 7 км к юго-востоку от бывшего волостного центра, деревни Долговица. На севере примыкает к деревне Кресты.

## Население
| 2001 | 2002 | 2010 |
| ---- | ---- | ---- |
| 118  | ↘101 | ↘63  |

Численность населения деревни по оценке на начало 2001 года составляла 118 жителей.

## История
С января 1995 до декабря 2005 года деревня входила в бывшую Крестовскую волость, с января 2006 до апреля 2015 года — в состав ныне упразднённой Долговицкой волости.